# Костолом (фільм)
Костолом (англ. Break a Leg) — американський фільм 2005 року.

## Сюжет
Макс талановитий актор, але йому постійно не щастить, а все тому що конкуренти спритні, пронирливі або зі зв'язками. І пробитися до вершин не просто, особливо якщо ти м'який і добрий чоловік. Іноді тільки бита може допомогти в боротьбі за місце під сонцем.

## У ролях
| Актор          | Роль             |
| -------------- | ---------------- |
| Джон Кассіні   | Макс Маттео      |
| Керол Менселл  | режисер          |
| Френк Кассіні  | Тоні Феліче      |
| Баррі Праймус  | Іра Гольдштейн   |
| Кевін Корріган | Джей Ді          |
| Лара Ліон      | помічник         |
| Пол Тегел      | Джон Фіорентіно  |
| Джої Діаз      | продюсер         |
| Ейлін Т'Кайе   | кастинг-директор |
| Дженніфер Білз | Джульєтта        |